# Нецьково
Нецьково (пол. Niećkowo) — село в Польщі, у гміні Щучин Ґраєвського повіту Підляського воєводства.
Населення — 440 осіб (2011).
У 1975-1998 роках село належало до Ломжинського воєводства.

## Демографія
Демографічна структура станом на 31 березня 2011 року:
|          | Загалом | Допрацездатний вік | Працездатний вік | Постпрацездатний вік |
| -------- | ------- | ------------------ | ---------------- | -------------------- |
| Чоловіки | 214     | 52                 | 142              | 20                   |
| Жінки    | 226     | 42                 | 148              | 36                   |
| Разом    | 440     | 94                 | 290              | 56                   |